# دسمان (حيوان)
الدَّسْمَان (بالإنجليزية: Desman)‏ هي قبيلة من حيوانات الطوبين تابعة لفصيلة الطوبينيات. يضم نوعين أحادي الطراز. واحدٌ في روسيا والآخر في الشمال الغربي من شبه الجزيرة الإيبيرية وجبال البرانس.

## الأنواع
- الدُسمان الروسي
- دسمان البرانس